# Coelioxys elizabeth
Coelioxys elizabeth là một loài Hymenoptera trong họ Megachilidae. Loài này được Toro & Fritz mô tả khoa học năm 1991.